# Dactylopsila tatei
Dactylopsila tatei é uma espécie de marsupial da família Petauridae. Endêmica de Papua-Nova Guiné.